# Aplonis mavornata
El estornino de Mauke (Aplonis mavornata), también conocida como estornino misterioso, es una especie extinta de ave paseriforme de la familia Sturnidae endémica la isla de Mauke, en las islas Cook. Su nombre binomial es el resultado de una mala interpretación del nombre «inornata» en la etiqueta de la muestra de Buller. Como parece haber creído genuinamente esta ortografía era correcta, el binomio, a pesar de que no tiene sentido, es considerado válido.

## Descripción
La longitud total de esta especie era de 19 cm. Pico desde la comisura 2,5 cm, de margen anterior de fosas de la nariz, 1,24 cm. Tarso 2,74 cm, 6,4 cm de cola, ala 10,5 cm, envergadura de 32 cm. Las medidas de las alas y el tarso son algo menores a las de los actuales descendientes debido a la contracción de los especímenes. Las otras medidas son de aves recién muerto y es poco probable que han cambiado.
Era casi todo negro oscuro, con los bordes de sus plumas de colores marrones claros, que ocupan un lugar destacado en las plumas del cuerpo y menos visibles en las remeras y la cola. Iris de color amarillo. Patas marrón oscuro, el pico del mismo color o de una tonalidad más ligera.
El pariente más cercano geográficamente es el estornino de Rarotonga, que es más grande y tiene un plumaje del cuerpo grisáceo con luz márgenes plumas grises. En el aspecto general, el A. mavornata es la más cercana a la subespecie tenebrosus del estornino de Polinesia de Niuatoputapu y Tafahi, Tonga; paralelamente, se parece mucho a una versión más pequeña (casi un tercio) y de ojos amarillos del estornino de Samoa.

## Extinción
El único espécimen conocido (BMNH Old Catalog Vitela 12.192) fue fotografiado mientras «saltaba por [sobre] un árbol», por Andrew Bloxam, naturalista del HMS Blonde, aproximadamente entre las 14:30 y 15:30 del 9 de agosto de 1825. La isla no fue visitado de nuevo por ornitólogos hasta 1973, momento en que el ave ya estaba extinta, probablemente debido a la depredación por ratas introducidas. Bloxam señaló que en 1825, solo 2 años después de la llegada de los primeros europeos, «vieron cantidades de ratas con colas largas, diferentes en apariencia de la rata común del Mar del Sur, y se asemejaba en color y casi del tamaño de la rata de Noruega». Por lo tanto, y teniendo en cuenta la vulnerabilidad de otras especies Aplonis a la depredación de las ratas, se puede suponer que las especies se extinguieron poco después.

## El misterio y su resolución
Había mucha incertidumbre en torno al espécimen, ya que no se tenía información sobre su lugar de origen o la fecha de recogida. Sharpe fue el origen de gran parte de esta confusión, pero en realidad comenzó con la descripción de Buller en 1887, cuando leyó mal el nombre en la etiqueta. Sharpe corregió esto a inornata, pero esto era injustificado (Buller realmente creyó haber leído mavornata); y Salvadori ya había llamado otro estornino Calornis inornata en 1880. Por lo tanto, aunque la descripción de Buller es apenas suficiente y su nombre carece de sentido, no deja de ser válido de acuerdo con las normas del Código Internacional de Nomenclatura Zoológica.
Existe un dibujo de Georg Forster, realizado el 1 de junio de 1774 y algunas notas de una ave recogida en Rai'atea (antes conocido como Ulieta) entre el 14 de mayo y el 1 de junio (popularizado en la novela de Martin Davies de 2005 «The Conjurer's Bird» como «el misterioso pájaro de Ulieta»). Sharpe y muchos autores posteriores afirmaron que el pájaro de la pintura era la misma especie que la muestra, a pesar de numerosas discrepancias entre la muestra y la descripción de Forster . Stresemann desacreditó esta teoría a fondo, pero los escritores no dejaron de referirse al A. mavornata como las aves de Forster, que relacionándolas con las de las Islas de la Sociedad o con las del segundo viaje de James Cook. Solo en 1986, cuando Olson publicó los resultados de su investigación, que incluyó el análisis de la agenda y las notas originales de Bloxam y concluyó que su «Sturnus mautiensis» se puede identificar con el  A. mavornata de Buller, fue que el misterio del espécimen 12.192 pudo ser resuelto. Dado que las notas de Bloxam se publicaron originalmente en una edición expurgada muy engañosa en el que solo se menciona que «...se vio [ ... ] un estornino ... », sin ningún tipo de detalles y sobre todo sin referencia a un modelo, el verdadero origen del estornino misterioso fue ignorada durante demasiado tiempo.
En un giro irónico, el pájaro de Forster, que había desconcertado a muchos ornitólogos y era denominado a veces como «la misteriosa ave de Raiatea» y muchas veces confundido con un túrdido o un melifágido es considerado con mucha seguridad que se trata de otra especie extinta del género Aplonis, por lo tanto, se podría decir que hay de dos, y no solo una, especie de estorninos misteriosos en las islas del Pacífico.